# Erwachsenen- und Jugendschule Alytus
Die Erwachsenen- und Jugendschule Alytus (lit. Alytaus jaunimo ir suaugusiųjų mokykla) war ein allgemeinbildende Schule (Sekundarschule mit 12 Klassen und Abitur) im Rahmen des zweiten Bildungswegs und der Erwachsenenbildung in der  litauischen Bezirkshauptstadt Alytus im Bezirk Alytus, in der südlitauischen Region Dzūkija.

## Geschichte
1993 richtete der Rat der Stadtgemeinde Alytus die Jugendklassen an der 7. Sekundarschule von Alytus ein. 1995 wurde die Jugendschule Alytus gegründet. Im Jahr 1998 begann die Schule mit einer berufsvorbereitenden Ausbildung: Schreinerei für Jungen und Nähen für Mädchen im Jahr 1999. Im Jahr 2002 wurde die Jugendschule in die Jugend- und Erwachsenenschule Alytus umgewandelt. 2018 beschloss das Ministerium für Bildung, Wissenschaft und Sport der Republik Litauen, die Schule aufzulösen und die Lehrklassen in eine Berufsschule zu integrieren. Am 17. März 2020 wurden die Erwachsenen- und Jugendklassen am Berufsbildungszentrum Alytus gegründet. Am 31. August 2020 wurde die Schule geschlossen.

## Leitung
- 1995–1997: Sigitas Astrauskas
- 1997–2020: Gintautas Draugelis (* 1965)[3], Technologien-Lehrer,[4] ehemaliger Direktor des Likiškėliai-Progymnasiums[5]